# Storskog
Storskog é uma estação de controle fronteiriço instalada em Sør-Varanger, Noruega, na fronteira com a Rússia, com acesso pela rodovia europeia E105. Do outro lado da fronteira localiza-se a região rural de Borisoglebsky, em Oblast de Murmansk, onde há outro posto de controle fronteiriço.
Storskog é a única passagem de fronteira legal por terra entre os dois países. A estação está localizada na parte oriental do extremo norte do território norueguês, a cerca de 16 km (10 mi) de Kirkenes e aproximadamente a 40 km (25 mi) ao norte de Nikel, na Rússia.
Em 2014, foram contabilizadas cerca de 300 mil passagens pela estação, quase 3% a mais do que em 2013. O principal motivo das travessias está relacionado ao comércio varejista em Kirkenes e em cidades adjacentes, o que atrai muitos turistas de Murmansk e de outras cidades da Península de Kola.